# Детектор на зъбна плака
Детекторът на зъбна плака е електронно устройство, използвано в денталната медицина за откриване и визуализиране на зъбна плака.

## Употреба
Детекторите на зъбна плака служат за контролиране на натрупването на зъбна плака по зъбите. Тези уреди използват свойството на съдържащите се в зъбната плака бактерии, и по-специално техните метаболитни продукти (порфирини), да флуоресцират в бледорозов до червен цвят при облъчване със специфична ултравиолетова светлина. Здравият дентин, от своя страна, флуоресцира в зелено. 
Контролът на зъбната плака е важен от медицинска гледна точка, тъй като при продължително задържане плаката се втвърдява и благоприятства възпаляването на околозъбната тъкан, при което се развиват кариеси и пародонтити (пародонтози). Разработена с участието на Факултета по дентална медицина, диагностиката със светлина предлага ефективен метод за визуализация на кариесогенните бактерии и пародонталните патогени и улеснява обяснението и контрола на локалните рискови фактори при пациентите.
Детекторите на зъбна плака се използват както от зъболекари, така и от самите пациенти в домашни условия.